# Osmia fasciata
Osmia fasciata är en biart som beskrevs av Pierre André Latreille 1811. Den ingår i släktet murarbin och familjen buksamlarbin. Inga underarter finns listade i Catalogue of Life.

## Beskrivning
Artens grundfärg är svart, med vit behåring som är extra tät kring antennerna och clypeus hos hanen. På hanens bakkropp formar behåringen band. En annan skillnad mellan könen är att hanens mandibler har två taggar, medan honans har tre. Hanen är också tydligt mindre än honan, med en kroppslängd på omkring 9 mm mot hennes 12 mm.

## Utbredning
Osmia fasciata förekommer i Egypten (nedre Nilen), Israel, Syrien, Iran, Uzbekistan, Afghanistan, Pakistan och Indien.

## Ekologi
Som alla murarbin är Osmia fasciata solitär (icke-social), den har inga kaster, utan honan ansvarar själv för avkommans omsorg.
Arten hämtar näring från ärtväxter som vedelsläktet och rosväxter som plommonsläktets undersläkte Amygdalus (mandel och persika).